# Федрови, Павел Яковлевич
Павел Яковлевич Федрови (17 марта 1902—1984) — советский лётчик-испытатель, генерал-майор (1943).

## Биография
Родился 17 марта 1902 года в Москве. Рано начал работать, с 1912 по 1917 годы был токарем.
С 1918 года служил в Красной армии. Участник Гражданской войны в России. В 1923—1925 годах последовательно окончил Егорьевскую военно-теоретическую школу Воздушного флота, Борисоглебскую военную авиационную школу и Серпуховскую высшую школу воздушного боя, стрельбы и бомбометания. В 1934 году окончил Военно-воздушную академию имени Н. Е. Жуковского.
С 1934 года Федрови — инженер-лётчик-испытатель НИИ ВВС СССР. Участвовал в испытаниях многих отечественных и иностранных истребителей, в том числе ДИ-6, ИП-1, И-15, И-16, И-153, И-26 (Як-1). Принимал участие в советско-финляндской войне.
27 мая 1940 приказом Народного комиссариата авиационной промышленности СССР Павел Яковлевич был назначен летчиком-испытателем завода № 115. Был участником Великой Отечественной войны. В военные годы стал шеф-пилотом ОКБ А. С. Яковлева, был помощником начальника инспекции ВВС СССР. Провел испытания многих самолётов, среди которых УТИ-26, И-28, Як-5, И-30 (Як-3), Як-7, Як-9, И-185. 18 ноября 1943 года установил рекорд скорости на самолете Як-3 с двигателем ВК-107А – 717 км/час.
Умер в 1984 году.

## Интересный факт
Осенью 1925  года в Коктебеле на третьих планерных соревнованиях СССР, авиаконструктор Яковлев представил свой новый усовершенствованный тренировочный планер АВФ-20. Первым его испытателем стал Павел Федрови, который на взлете разбил планер. Таким образом произошло его знакомство с выдающимся советским конструктором самолётов.

## Награды
- Награждён тремя орденами Ленина, тремя орденами Красного Знамени, орденами Отечественной войны 1-й степени, Трудового Красного Знамени и двумя орденами Красной Звезды, а также многими медалями.